# Parafia Ewangelicko-Augsburska w Pile
Parafia Ewangelicko-Augsburska w Pile – parafia Kościoła Ewangelicko-Augsburskiego, założona w 1994, nawiązująca do tradycji sięgających XVI w. Należy do diecezji pomorsko-wielkopolskiej. Swoim zasięgiem obejmuje powiat czarnkowsko-trzcianecki, chodzieski, pilski, wągrowiecki i złotowski. Posiada zbory filialne w Chodzieży oraz Wągrowcu. Według stanu na 2024 parafia skupiała powyżej 100 członków.

## Historia

### Początki zboru
Już w latach 1566–1568 miejscowy kościół parafialny został przekazany luteranom przez Łukasza Górkę, starostę pilskego i wojewodę poznańskiego. W 1605 w Piła stała się własnością królowej Konstacji, co poskutkowało zapoczątkowaniem kontrreformacji na terenie miasta. Wzrosła jednak liczba protestanckich osadników niemieckich w okolicznych wioskach. Najbliższy kościół ewangelicki znajdował się w Kłębowcu. 

### Rozwój luteranizmu w Pile
Po ustawie tolerancyjnej z 1768, około 1770 zbudowano luterański dom modlitwy ze szkołą na Nowym Mieście. Nabożeństwa sprawowali w nim księża dojeżdżający z okolicznych miejscowości. Do zboru oprócz Piły należały również wsie Motylewo, Stobno i Ługi Ujskie.
Wkrótce po zajęciu Piły przez Prusaków w 1772 i dalszym napływie niemieckiej ludności protestanckiej, powstały plany budowy nowej świątyni. W 1784, po pożarze miasta, w którym zniszczeniu uległ budynek domu modlitwy, wystosowano prośbę do króla Fryderyka II w celu pozyskania środków na odbudowę kaplicy. Pieniądze otrzymano w 1787 i rozpoczęto prace, ukończone cztery lata później. Powstała kaplica z budynkiem szkolnym oraz mieszkaniem dla nauczyciela. Zbór w latach 1779–1787 był obsługiwany przed księdza dojeżdżającego z Trzcianki, natomiast własnego duszpasterza pozyskano w 1787. Rok później rozpoczęto prowadzenie ksiąg parafialnych w Pile, czym zajmowali się wcześniej duchowni z parafii w Trzciance. W 1788 parafia liczyła około 1000 wiernych.

### Budowa kościołów
W 1784 rozpoczęto zbiórkę funduszy na budowę kościoła. W 1805 parafia pozyskała na ten cel dotację od króla Fryderyka Wilhelma III, jednak rozpoczęcie prac budowlanych uniemożliwiło rozpoczęcie wojny z Napoleonem. Udało się to dopiero po jej zakończeniu w 1815, a budowę ukończono 3 sierpnia 1822, podczas pełnienia funkcji proboszcza przez ks. Karola Fryderyka Wilhelma Grützmachera, który sprawował to stanowisko w latach 1817-1856.
Organy w kościele zainstalowano w 1831. W tym samym roku otwarto nowy ewangelicki cmentarz. W 1834 doszło do pożaru i zniszczenia poprzedniego domu modlitwy.
Od 1857 stanowisko proboszcza piastował ks. Emil Grützmacher. W 1861 do świątyni w miejsce drewnianej dzwonnicy dostawiono wieżę. Dziesięć lat później proboszcz Grützmacher został mianowany superintendentem.
Kościół rozbudowano w latach 1882–1883, wskutek czego mógł pomieścić 750 wiernych. W 1884 proboszcz Emil Grützmacher zakończył sprawowanie stanowiska. W 1887 wydał on broszurę z okazji stulecia istnienia parafii. 
Według stanu na koniec XIX wieku, parafia pilska liczyła około 12 000 wiernych i posiadała zbory filialne w Dziembowie, Motylewie i Stobnie.
Kolejny Kościół Ewangelicki Marcina Lutra, położony przy ulicy Browarnej, został wybudowany w latach 1895–1896. Mógł on pomieścić 700 wiernych. W 1908 powstał Dom Ewangelicki, usytuowany na miejscu starego, nieczynnego cmentarza. Kolejna świątynia na terenie miasta powstała w okresie 1909-1911, był nią wybudowany w stylu neogotyckim według projektu Oskar Hoßfelda kościół św. Jana na 820 miejsc. Posiadał on najwyższą na terenie miasta wieżę.
W 1900, w wyniku braku wiernych, wybudowany przy Starym Rynku w 1844 kościół należący do Kościoła Chrześcijańsko-Apostolskiego, został świątynią parafii staroluterańskiej.
Luteranie pilscy byli przede wszystkim Niemcami. Według danych z 1910 miasto zamieszkiwały 882 osoby narodowości polskiej, z czego 7 wyznania ewangelickiego.

### Okres międzywojenny i II wojna światowa
Od 1923 miasto stało się siedzibą superintendentury i konsystorza Ewangelickiego Kościoła Unii Staropruskiej. Ludność ewangelicka stanowiła w tym okresie ⅔ mieszkańców Piły, były to w przeważającej większości osoby narodowości niemieckiej.
Po dojściu do władzy Adolfa Hitlera, w parafiach w mieście zaczęły się uwidaczniać podziały na zwolenników Niemieckich Chrześcijan oraz Kościoła Wyznającego. Przeciwnikiem nazizmu pozostawał ks. Heine, proboszcz parafii św. Jana wraz z wiernymi. Z pięciu duchownych pracujących w miejscowych parafiach, tylko jeden, ks. Grel, opowiedział się za Niemieckimi Chrześcijanami, pozostając w opozycji do wiernych z jego parafii. Był też jedynym członkiem Konsystorza pilskiego popierającym Hitlera. Działalność uświadamiającą wiernym kościoła zagrożenia płynące ze strony Niemieckich Chrześcijan prowadzili intensywnie ks. Rzadki i ks. Heine, organizujący odbywające się co dwa tygodnie wykłady oraz spotkania z zaproszonymi gośćmi.
Po wystosowanym przez siebie liście zachęcającym do wstępowania w szeregi młodzieżówek narodowosocjalistycznych, biskup kościoła Fritza Müllera utracił zaufanie miejscowych ewangelików, a podziały wśród wiernych zaczęły narastać.
W 1934 doszło do usunięcia księży Rzadkiego i Heine ze stanowisk. Proboszcz Heine został siłą wyrzucony z mieszkania, następnie wyjechał do Bad Oeynhausen ze względu na stan zdrowia. Funkcję proboszcza parafii św. Jana objął w zastępstwie ks. Pohlmann. Jesienią ks. Heine powrócił do Piły, jednak ze względu na swoje poglądy polityczne poddawany był dalszym prześladowaniom. Nawiązał współpracę z ks. Wullfem z parafii Marcina Lutra. Pozostali księża w mieście popierali wówczas Niemieckich Chrześcijan. Nabożeństwa członków Kościoła Wyznającego prowadzone były w sali kinowej.
Wiosną 1935 Heine został aresztowany, jednak w wyniku reakcji opinii publicznej został uwolniony i przebywał na terenie miasta do 1940, kiedy to z powodu choroby wyjechał do Bad Pyrmont. Objął tamtejszą parafię, której duszpasterz został powołany do wojska. Ksiądz Heine do końca II wojny światowej utrzymywał kontakt z ks. Wullfem z Piły.
Podczas działań wojennych zniszczeniu uległ najstarszy kościół luterański położony na Nowym Mieście, uszkodzono również kościół św. Jana.

### Czasy powojenne i okres PRL
Po zakończeniu II wojny światowej liczba wiernych kościoła ewangelickiego w mieście uległa zmniejszeniu z około 25.000 do 35–50 osób. Nabożeństwa prowadzone były co dwa tygodnie przez diakonisę. Ruiny nowomiejskiego kościoła zostały rozebrane, zburzono również kościół św. Jana, a kościół Marcina Lutra został w 1945 przejęty przez katolików.
W 1950 doszło do rozbiórki kościoła staroluterańskiego, a ewangelickie życie religijne na terenie miasta ustało. Od 1955 dawni zborownicy pilscy korzystali z nowo otwartej stacji kaznodziejskiej w Chodzieży, podległej parafii w Poznaniu. W latach 60. rozpoczęto organizowanie nabożeństw domowych w Trzciance, a w latach 70. i 80. nabożeństwa domowe miały miejsce również na terenie Piły. W 15 grudnia 1989 miał miejsce pogrzeb ostatniej ewangeliczki zamieszkującej miasto Piła.

### Okres po 1990
Nabożeństwa w Trzciance odbywały do 1994, kiedy to z powodów lokalowych parafia poznańska została zmuszona do ich przeniesienia. W wyniku migracji osób wyznania ewangelickiego do Piły w 1994 powołany został tam filiał parafii w Poznaniu, gdzie posługi religijne były sprawowane przez ks. Tadeusza Raszyka w mieszkaniach prywatnych, a później w lokalu w budynku byłej plebanii przy dawnym kościele Lutra, udostępnionym przez parafię rzymskokatolicką. Od 30 listopada 1997 przeniesiono je do dawnego domu sióstr diakonis ul. Kilińskiego 7, do którego oficjalnego odzyskania doszło w 1998 dzięki staraniom ks. Tadeusza Raszyka. Urządzono tam kaplicę oraz mieszkanie dla duszpasterza zboru.
Oficjalne odnowienie działalności samodzielnej parafii ewangelickiej w Pile miało miejsce 1 kwietnia 1999. Przyłączono do niej filiał w Chodzieży. 24 października 1999 jej administratorem został ks. Tomasz Wola. 24 czerwca 2001 odbyła się pierwsza od czasu II wojny światowej konfirmacja w Pile. 
W 2004 parafii został zwrócony budynek dawnej plebanii przy ul. Mariana Buczka (ob. Staromiejska) 48, położonej przy wyburzonym kościele św. Jana. Przeniesiono tam siedzibę parafii oraz urządzono nową kaplicę. 31 października 2006 ks. Tomasz Wola został mianowany proboszczem, pełniąc jednocześnie posługę w Ewangelickim Duszpasterstwie Wojskowym.
26 października 2008 przy ul. Wincentego Pola rozpoczęto budowę nowej świątyni dla parafii, którą 25 kwietnia 2011 poświęcono jako kościół św. Jana. W nabożeństwie z tej okazji wziął udział Biskup Kościoła Ewangelicko-Augsburskiego w RP ks. Jerzy Samiec, biskup diecezji pomorsko-wielkopolskiej ks. Marcin Hintz oraz inni duchowni z terenu diecezji i dawny duszpasterz miejscowego zboru, ks. Tadeusz Raszyk. Podczas uroczystości obecni byli też przedstawiciele władz miejskich, komendy oraz szkoły policyjnej, dyrektorzy Miejskiego Ośrodka Pomocy Społecznej i muzeów, delegaci wojskowi, a także duchowni z kościoła rzymskokatolickiego oraz przedstawiciele partnerskiej parafii w Bad Lauchstädt i organizacji Gustav-Adolf-Werk z Saksonii.
W 2016 parafia liczyła 78 wiernych.
Od 23 lutego 2020 parafia rozpoczęła również sprawowanie comiesięcznych nabożeństw w Wałczu. Inauguracyjne nabożeństwo miało miejsce w Muzeum Ziemi Wałeckiej w Wałczu i poprowadził je proboszcz ks. Tomasz Wola.

## Działalność parafii
Nabożeństwa w kościele św. Jana w Pile odbywają się w każdą niedzielę i święta.
W filiale w Chodzieży nabożeństwa mają miejsce w każdą drugą niedzielę w miesiącu w kaplicy położonej na cmentarzu przy ul. Ujskiej (w okresie od listopada do marca w kaplicy znajdującej się na piętrze budynku przy ul. Kościuszki 30). W filiale w Wągrowcu nabożeństwa domowe prowadzone są w każdą pierwszą i trzecią niedzielę oraz w Wigilię przy ul. Poznańskiej 19/1. W Wałczu nabożeństwa odbywają się w siedzibie Muzeum Ziemi Wałeckiej w każdą czwartą niedzielę miesiąca.
Od 2013 przy parafii działa Chór Ewangelicki im. Oskara Kolberga, występujący zarówno podczas uroczystości parafialnych, jak i koncertujący w innych parafiach oraz podczas konkursów. Powołany został również Zespół Parafialny N.O.C.
Parafia w Pile prowadzi także wypożyczalnię sprzętu rehabilitacyjnego.